# Drapetis macropalpis
Drapetis macropalpis är en tvåvingeart som beskrevs av Smith 1962. Drapetis macropalpis ingår i släktet Drapetis och familjen puckeldansflugor. Inga underarter finns listade i Catalogue of Life.